# Google AI
Google AI又名Google.ai，是Google一个從事人工智能的部门。在2017年Google I/O上，Google CEO孙达尔·皮柴正式宣布組建該部門。TensorFlow的开发就由這個部門負責。
Google AI部门近年持续扩大经营范围，在苏黎世，巴黎，以色列和北京等地开设了研究场地。
在2019年3月，Google宣布了内部先进技术外部咨询委员会 （页面存档备份，存于）的成立，其中包含了八名成员，分别是亚历山德罗·阿奎斯蒂，布巴卡尔·巴，德·凯、迪安·吉本斯、乔安那·布赖森、凯·科尔斯·詹姆斯、卢西亚诺·弗洛里迪和威廉·约瑟夫·伯恩斯。但是，由于Google大量员工反对凯·科尔斯·詹姆斯的任命，最终委员会成立一个月后宣告解散。
在2023年，Google AI被划分入Google公司内部重组计划中。这次重组不仅让Google AI的领导人杰夫·迪恩升职成为了Google的首席科学家，还使Google内部的Google brain部门和Google于2014年收购的Deepmind部门合并成为一个部门。

## 项目
- Google Vids:用于工作环境的AI生成视频服务。[8]
- TensorFlow Research Cloud （页面存档备份，存于） ：为研究人员提供一个由 1000 个云 TPU 组成的免费集群，以进行机器学习研究，前提是该研究是开源的，他们要将研究结果发表在同行评审的科学期刊上。
- 研究出版物门户.   [2021-10-10]. （原始内容存档于2022-03-31）.。截至2021年10月，谷歌员工已在上面發表超过7400篇文章。
- Google Assistant：一个由Google自2023年起开发的虚拟助手。后被Gemini替换。[9]
- Tensorflow （页面存档备份，存于）：一个用于机器学习的软件库。
- Magenta （页面存档备份，存于）：一个开源研究项目，用于探索机器学习作为工具在创作过程中的作用。[10]使用此项目可以帮助艺术家低成本地使用AI进行音乐创作，便于进入音乐市场。[11]
- Sycamore：新型 54 量子位可编程量子处理器。[12]
- LaMDA：一组对话神经语言模型。

## 曾经由Google AI开发的项目
- Bard：基于Gemini模型的对话机器人，2024年2月8日之后停止被Google AI维护，转由Google DeepMind部门开发，并且并入Gemini 品牌之中。[13]
- Duet AI：一个Google Workspace集成模块，最为突出的是可以生成图片和文字，在2024年2月8日之后停止被Google AI开发。最终，Google Workspace集成模块并入Gemini品牌之中，由Google Deepmind接手开发。[14]

## 更多阅读
- Google Puts All Of Their A.I. Stuff On Google.ai, Announces Cloud TPU （页面存档备份，存于）
- Google collects its AI initiatives under Google.ai （页面存档备份，存于）
- Google collects AI-based services across the company into Google.ai – "Google.ai is a collection of products and teams across Alphabet with a focus on AI."
- Google's deep focus on AI is paying off （页面存档备份，存于）